# Tmarus aporus
Tmarus aporus là một loài nhện trong họ Thomisidae.
Loài này thuộc chi Tmarus. Tmarus aporus được Ilka Maria Fernandes Soares & Hélio Ferraz de Almeida Camargo miêu tả năm 1948.